# Brynäs

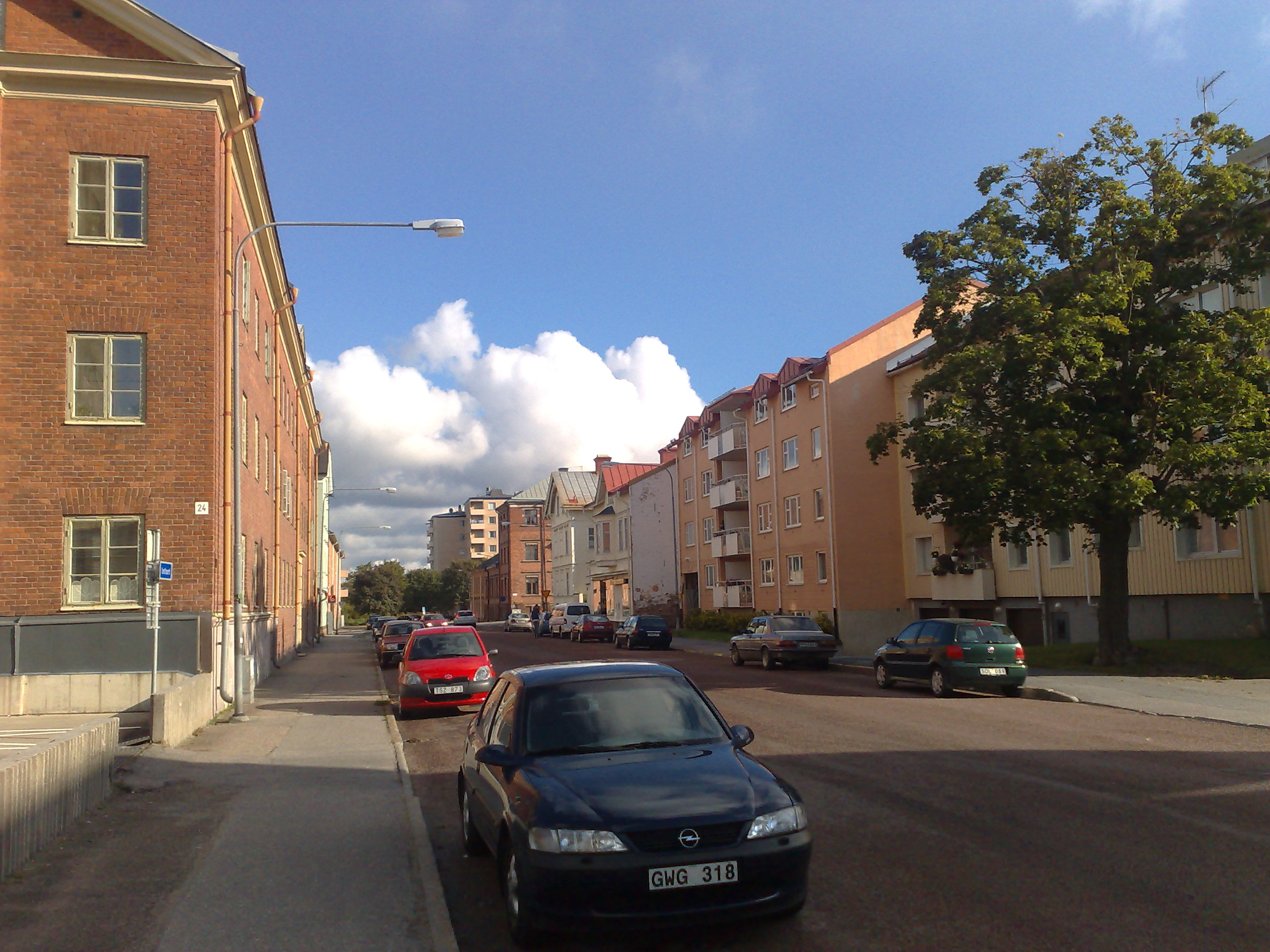
Sjätte Tvärgatan, Brynäs i september 2007.

Brynäs är en stadsdel i Gävle, som år 2007 hade 7 818 invånare.
Brynäs ligger vid Inre fjärdens södra strand, i övrigt gränsar Brynäs till stadsdelarna Gävle Strand, Bomhus, Sörby urfjäll, Hemsta, City, Öster och Söder.
Dagens Brynäs har sin upprinnelse vid mitten av 1800-talet då industrisamhället började växa fram. Stadsdelen var ursprungligen uppbyggd som en rutnätsstad med Brynäsgatan som central axel och med numrerade tvärgator (Första tvärgatan upp till Sjunde tvärgatan). Från 1940-talet till 1980-talet revs nästan all trähusbebyggelse och många gator lades igen. I dag återstår därför nästan inget av rutnätsstaden Brynäs. Brynäs har ett mycket stort inslag av arbetsplatser. En fabrik med gamla anor var Ahlgrens godisfabrik som tillverkade Ahlgrens bilar och Läkerol fram till 2014, då produktionen flyttades till Ljungsbro och Slovakien.
På Gävle Varvs gamla område finns Gerdavarvet, där Briggen Gerda byggdes och där hon hade sin hemmahamn.
Här hör idrottsföreningen Brynäs IF hemma.

### Fotnoter
1. ↑  ”Modo har en speciell historia” (på svenska). Idrottens affärer. 13 augusti 2006. http://www.idrottensaffarer.se/kronikor/2016/08/modo-har-en-speciell-historia. Läst 2 november 2017.